# Zelda's Adventure
Zelda's Adventure é um jogo eletrônico de fantasia e ação e aventura desenvolvido pela Viridis Corporation e publicado pela Philips Interactive Media para CD-i em 5 de junho de 1994 na América do Norte e em 1995 na Europa. Baseado na série de jogos The Legend of Zelda, ele é ambientado na terra de Tolemac ("Camelot" escrito ao contrário). O jogo segue uma narrativa não tradicional, onde Link é capturado pelo vilão Ganon, e Zelda deve coletar os sete símbolos celestiais para resgatá-lo.
Lançado quase 8 meses depois de Link: The Faces of Evil e Zelda: The Wand of Gamelon, dois primeiros jogos da série para o console, Zelda's Adventure usa um motor de jogo diferente. Enquanto seus predecessores eram baseados no jogo de rolagem lateral Zelda II: The Adventure of Link, ele toma a jogabilidade de The Legend of Zelda, A Link to the Past e Link's Awakening como modelo. Zelda's Adventure é o único jogo da série a incluir cinemáticas em live-action. A recepção ao jogo foi negativa e, apesar de reavaliações dos dois primeiros jogos, Zelda's Adventure é atualmente tido como um dos piores jogos de todos os tempos.

## Jogabilidade

Captura de tela do jogo, mostrando a visão elevada da câmera.

Ao contrário dos dois jogos de Zelda para CD-i lançados anteriormente, que tinham uma jogabilidade de plataforma com rolagem lateral similar à de Zelda II, Zelda's Adventure é jogado com a visão aérea encontrada no primeiro jogo da série. Controlando a Princesa Zelda, o objetivo do jogador é passar pelos sete templos do submundo para coletar sete símbolos celestiais e derrotar Ganon, trazendo uma era de luz à terra de Tolemac.[carece de fontes?]
Zelda's Adventure foi o único jogo da série a ser desenvolvido pela Viridis Corporation, sendo produzido independentemente de Link: The Faces of Evil e Zelda: The Wand of Gamelon. O seu design de níveis é muito parecido ao de The Legend of Zelda e A Link to the Past, com um mundo aberto que permite acessar cada um dos templos. As sequência de FMV que narram o enredo são em live-action ao invés de animadas.

## Enredo
Ganon raptou Link e roubou os sete símbolos celestiais, criando uma "era de escuridão" no reino de Tolemac. A Princesa Zelda é recrutada pelo astrólogo do reino Gaspra (interpretado por Mark Andrade) para coletar os símbolos, derrotar Ganon e salvar Link.
Guiada pelas palavras de Shurmak, Zelda deve primeiro viajar através da floresta para o Templo de Pedra, onde encontra Llort, um lacaio ganancioso de Ganon que protege o primeiro símbolo celestial. Gaspra aparece para parabenizar Zelda e direcioná-la para o Templo da Ilusão, onde encontra Pasquinade para conquistar o segundo símbolo celestial. Guiada pelos habitantes de Tolemac, Zelda então vai até as montanhas para conquistar os Templos do Ar e Destino antes de cruzar o grande mar do sul para desafiar Agwanda no Templo de Água para o quinto símbolo. Gaspra direciona Zelda mais uma vez ao Templo do Poder no sudeste onde sua força é testada, antes de viajar ao Templo de Fogo onde enfrenta Warbane. Quando Zelda tenta alcançar o último símbolo celestial, a garra de Ganon a para, e ela é levada a seu esconderijo para a batalha final.
Nas cenas finais do jogo, a paz retorna a Tolemac. É revelado que Link está seguro, de mãos dadas com Zelda onde a entrada do esconderijo de Ganon uma vez existia, onde a terra agora prosperava.